# Ryjówek borneański
Ryjówek borneański (Suncus hosei) – gatunek owadożernego ssaka z rodziny ryjówkowatych (Soricidae). Występuje w dwóch stanach w malezyjskiej części Borneo: północny Sarawak i północno-wschodni Sabah. Prawdopodobnie może występować też w Brunei i indonezyjskiej części Borneo. Choć gatunek ten czasami jest zaliczany do S. etruscus, stanowi odrębny gatunek leśny. Niewiele wiadomo na temat ekologii i stanu populacji tego ssaka. Siedliskiem tego gatunku są nizinne lasy. W Czerwonej księdze gatunków zagrożonych Międzynarodowej Unii Ochrony Przyrody i Jej Zasobów został zaliczony do kategorii DD (niedostateczne dane). Zagrożenia dla tego gatunku nie są znane. Prawdopodobnie mogą to być wycinki lasów pod plantacje oleju palmowego.